# Emre Nefiz
Emre Nefiz (Francoforte sul Meno, 24 novembre 1994) è un calciatore turco, centrocampista del Bucaspor 1928.

## Carriera

### Club
Cresce prima nelle giovanili dell'Eintracht Francoforte, poi del FSV Francoforte, dove debutta in prima squadra il 5 agosto 2012, nel match pareggiato 1-1 contro il Sandhausen.
Il 1º luglio 2014 si trasferisce al Gaziantepspor, militante in Süper Lig, dove, il 28 febbraio 2016 trova il suo primo gol con i professionisti, nel match vinto 2-0 contro il Galatasaray.
Successivamente avrà brevi parentesi con le maglie di Alanyaspor, Adana Demirspor, Giresunspor e Altınordu. Il 6 luglio 2021 firma un contratto biennale con l'Ümraniyespor.

### Nazionale
Il 4 dicembre 2012 debutta con la nazionale Under-19 turca nel match vinto 2-1 contro il Portogallo, trovando la sua prima e unica rete con la maglia turca.

## Statistiche

### Presenze e reti nei club
Statistiche aggiornate al 24 maggio 2022.
| Stagione               | Squadra                | Campionato             | Campionato | Campionato | Coppe nazionali | Coppe nazionali | Coppe nazionali | Coppe continentali | Coppe continentali | Coppe continentali | Altre coppe | Altre coppe | Altre coppe | Totale | Totale |
| Stagione               | Squadra                | Comp                   | Pres       | Reti       | Comp            | Pres            | Reti            | Comp               | Pres               | Reti               | Comp        | Pres        | Reti        | Pres   | Reti   |
| ---------------------- | ---------------------- | ---------------------- | ---------- | ---------- | --------------- | --------------- | --------------- | ------------------ | ------------------ | ------------------ | ----------- | ----------- | ----------- | ------ | ------ |
| 2012-2013              | FSV Francoforte        | 2L                     | 3          | 0          | CG              | -               | -               | -                  | -                  | -                  | -           | -           | -           | 3      | 0      |
| 2013-2014              | FSV Francoforte        | 2L                     | 0          | 0          | CG              | -               | -               | -                  | -                  | -                  | -           | -           | -           | 0      | 0      |
| Totale FSV Francoforte | Totale FSV Francoforte | Totale FSV Francoforte | 3          | 0          |                 | -               | -               |                    | -                  | -                  |             | -           | -           | 3      | 0      |
| 2014-2015              | Gaziantepspor          | SL                     | 20         | 0          | CT              | 3               | 0               | -                  | -                  | -                  | -           | -           | -           | 23     | 0      |
| 2015-2016              | Gaziantepspor          | SL                     | 11         | 1          | CT              | 6               | 0               | -                  | -                  | -                  | -           | -           | -           | 17     | 1      |
| 2016- gen. 2017        | Gaziantepspor          | SL                     | 5          | 0          | CT              | 6               | 0               | -                  | -                  | -                  | -           | -           | -           | 11     | 0      |
| Totale Gaziantepspor   | Totale Gaziantepspor   | Totale Gaziantepspor   | 36         | 1          |                 | 15              | 0               |                    | -                  | -                  |             | -           | -           | 51     | 1      |
| gen.- giu. 2017        | Alanyaspor             | SL                     | 12         | 0          | CT              | -               | -               | -                  | -                  | -                  | -           | -           | -           | 12     | 0      |
| 2017-2018              | Alanyaspor             | SL                     | 8          | 0          | CT              | 3               | 0               | -                  | -                  | -                  | -           | -           | -           | 11     | 0      |
| Totale Alanyaspor      | Totale Alanyaspor      | Totale Alanyaspor      | 20         | 0          |                 | 3               | 0               |                    | -                  | -                  |             | -           | -           | 23     | 0      |
| 2018- gen. 2019        | Adana Demirspor        | TFF                    | 13         | 1          | CT              | 4               | 1               | -                  | -                  | -                  | -           | -           | -           | 17     | 2      |
| gen.- giu. 2019        | Giresunspor            | TFF                    | 7          | 0          | CT              | -               | -               | -                  | -                  | -                  | -           | -           | -           | 7      | 0      |
| 2019-2020              | Adana Demirspor        | TFF                    | 8          | 0          | CT              | 1               | 0               | -                  | -                  | -                  | -           | -           | -           | 9      | 0      |
| Totale Adana Demirspor | Totale Adana Demirspor | Totale Adana Demirspor | 21         | 1          |                 | 5               | 1               |                    | -                  | -                  |             | -           | -           | 26     | 2      |
| 2020-2021              | Altınordu              | TFF                    | 12         | 0          | CT              | 0               | 0               | -                  | -                  | -                  | -           | -           | -           | 12     | 0      |
| 2021-2022              | Ümraniyespor           | TFF                    | 23         | 0          | CT              | 1               | 1               | -                  | -                  | -                  | -           | -           | -           | 24     | 1      |
| Totale carriera        | Totale carriera        | Totale carriera        | 122        | 2          |                 | 24              | 2               |                    | -                  | -                  |             | -           | -           | 146    | 4      |